# Glebionis coronaria
La Margherita coronata (nome scientifico  Glebionis coronaria  (L.) Cass. ex Spach, 1841) è una specie di pianta angiosperma dicotiledone della famiglia delle Asteraceae (sottofamiglia Asteroideae, tribù Anthemideae (Mediterranean clade) e sottotribù Glebionidinae).

## Etimologia
Il nome del genere deriva da due parole latine: "gleba" (= suolo) e "-ionis" (= caratteristico di) la cui applicazione risulta incerta (forse derivata da qualche uso agricolo).. L'epiteto specifico (coronaria) deriva dal latino e significa "corona, ghirlanda".
Il nome scientifico della specie è stato definito dai botanici Carl Linnaeus (1707-1778), Alexandre Henri Gabriel de Cassini (1781-1832) e Édouard Spach (1801-1879) nella pubblicazione "  Histoire Naturelle des Végétaux. Phanerogames" ( Hist. Nat. Vég. 10: 181.) del 1841.

## Descrizione

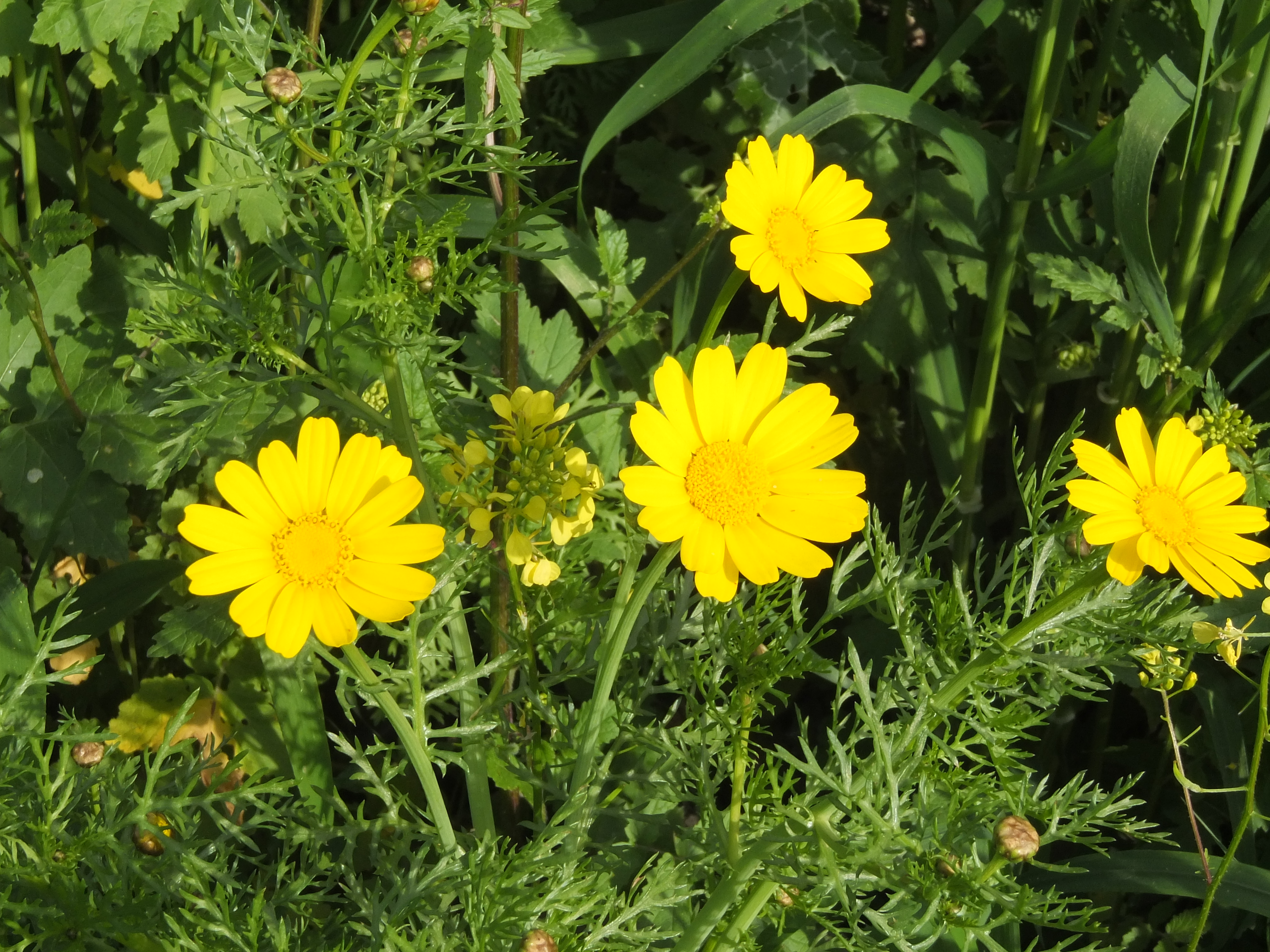
Il portamento

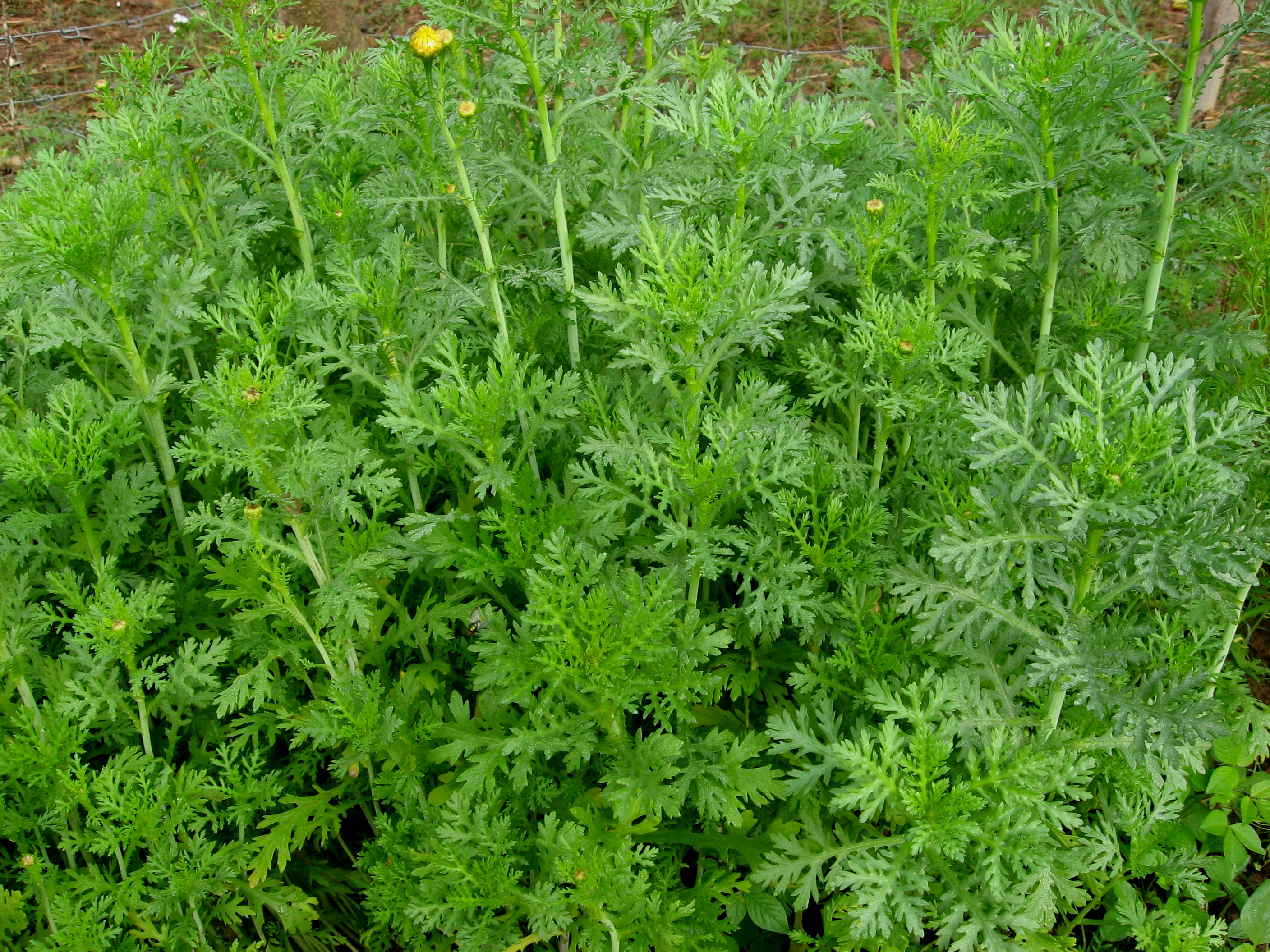
Le foglie

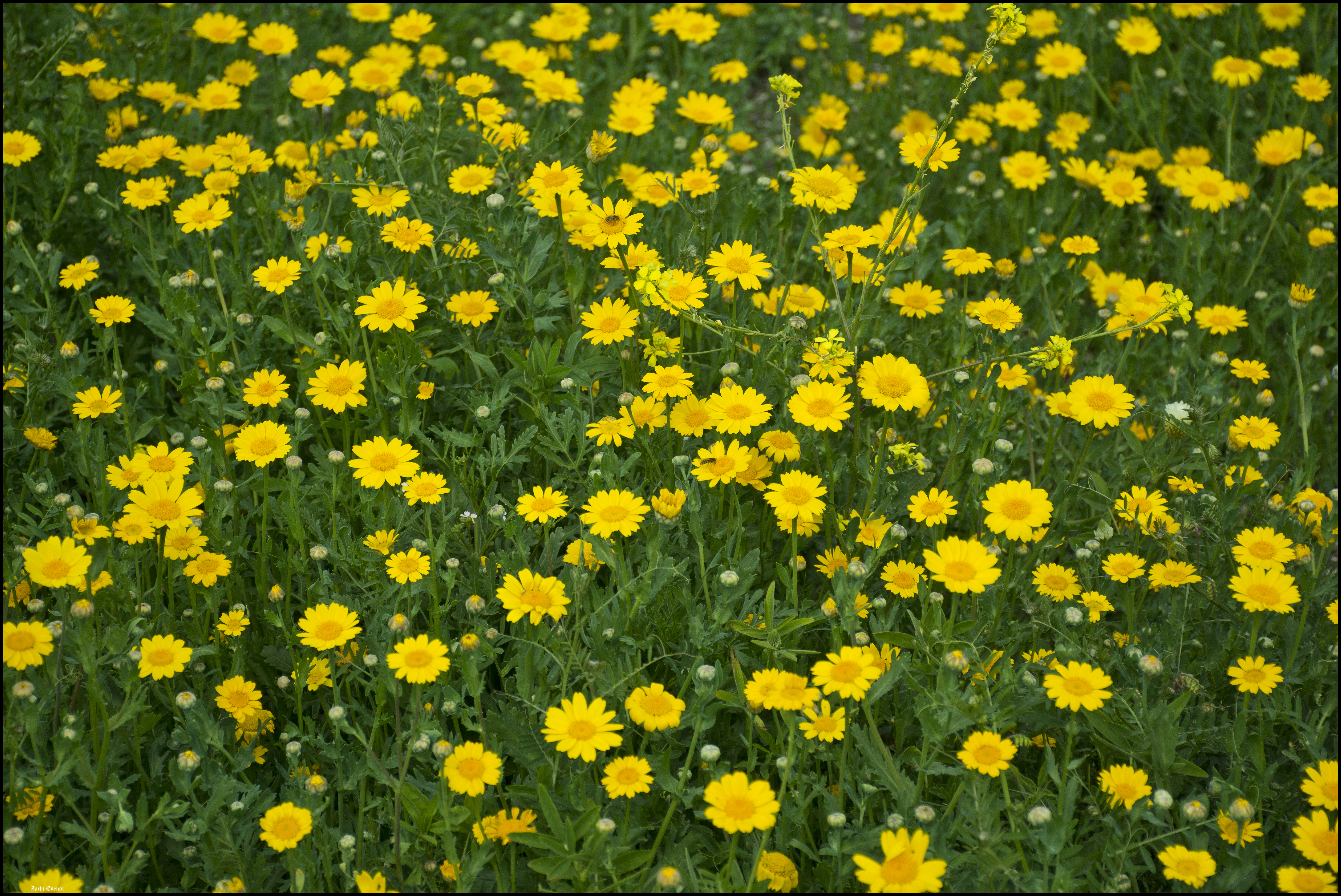
Infiorescenza

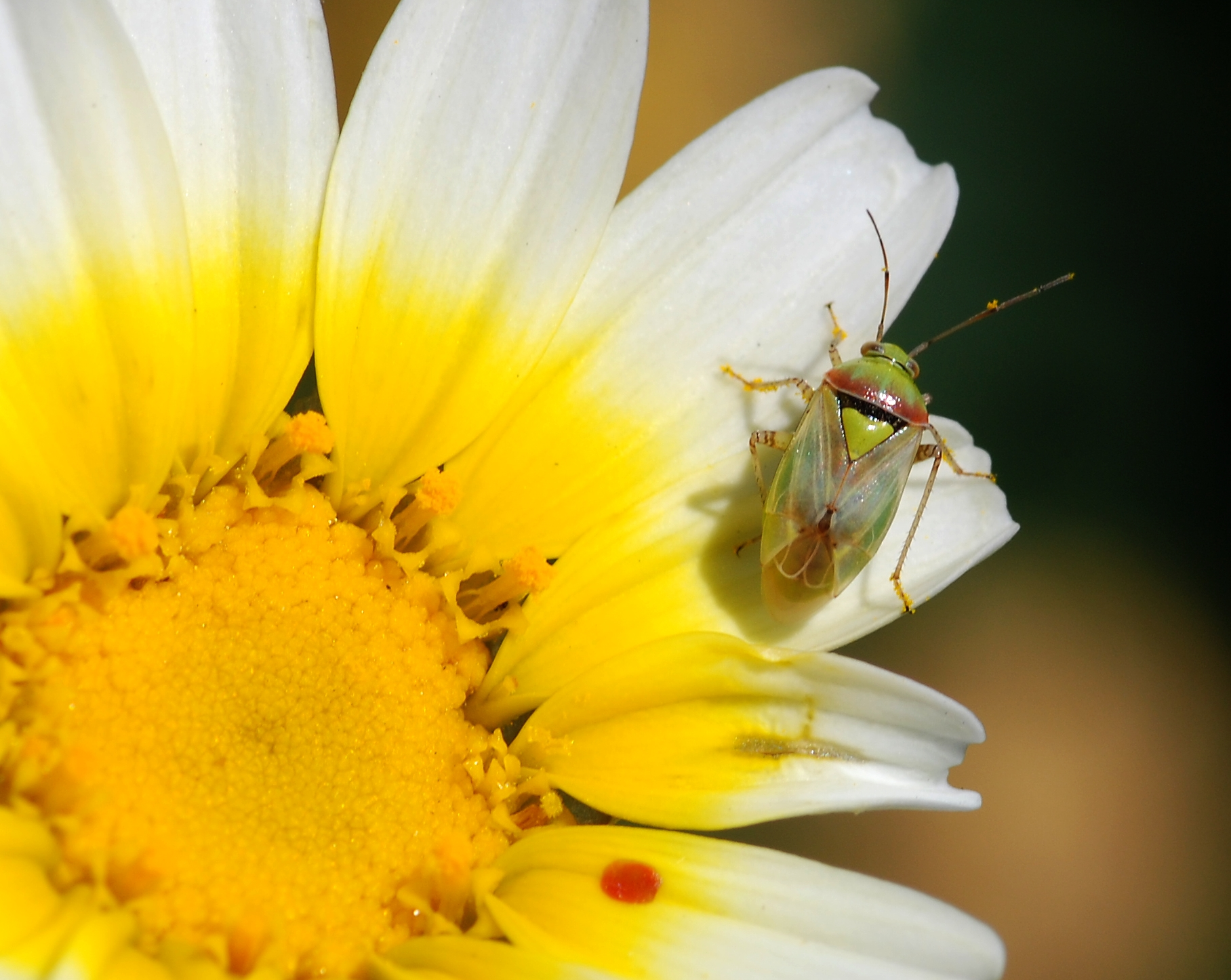
I fiori

Portamento. La specie di questa voce è una erbacea con un ciclo biologico annuale. La forma biologica è terofita scaposa (T scap), ossia in generale sono piante erbacee che differiscono dalle altre forme biologiche poiché, essendo annuali, superano la stagione avversa sotto forma di seme e sono munite di asse fiorale eretto e spesso privo di foglie. L'indumento è assente o è formato da peli di tpo basifissi. Hanno un odore aromatico sgradevole.
Fusto. La parte aerea in genere è eretta e ramosa distalmente; le superfici sono glabre o quasi. Altezza media: 2-6 dm.
Foglie. Le foglie, di colore verde chiaro, sono picciolate quelle basali, sessili le cauline e disposte in modo alterno. La lamina ha margini seghettati-dentati ed è del tipo due volte pennatosette divise in lobi lanceolati, quelli di secondo ordine spesso dentati.. La forma varia da strettamente ellittica a ellittico-lanceolata. Le foglie basali sono appassite dall'antesi. Dimensione delle foglie: 8-10 × 3-4 cm.
Infiorescenza. Le sinflorescenze sono formate da capolini solitari o raccolti in modo corimboso lasso (gruppi di 2 o 3 capolini). Le infiorescenze vere e proprie sono composte da un capolino terminale peduncolato, ingrossato all'apice, radiato. I capolini sono formati da un involucro, con forme da meniscoidi a emisferiche, composto da diverse brattee, al cui interno un ricettacolo fa da base ai fiori di due tipi: fiori del raggio e fiori del disco. Le brattee, piatte e a consistenza erbacea, con forme ovate o da obovate a lanceolate-deltate o lanceolate (non carenate), ampiamente scariose chiare o scure sui margini e con canali resiniferi, sono disposte in modo più o meno embricato su 3-4 serie. Il ricettacolo, da convesso a emisferico, è sprovvisto di pagliette avvolgenti la base dei fiori. Diametro dei capolini: 3-5 cm. Diametro dell'involucro: 1,5-3 cm. Lunghezza del peduncolo: 15-20 cm.
Fiori.  I fiori sono tetra-ciclici (formati cioè da 4 verticilli: calice – corolla – androceo – gineceo) e pentameri (calice e corolla formati da 5 elementi). Si distinguono in:
- fiori del raggio (esterni): sono femminili, fertili e sono disposti su una serie; la forma è ligulata (zigomorfa); a volte possono mancare o essere sterili;
- fiori del disco (centrali): sono più numerosi con forme brevemente tubulose (attinomorfe); sono ermafroditi e fertili

- Formula fiorale:

*/x K {\displaystyle \infty }, [C (5), A (5)], G 2 (infero), achenio
- Calice: i sepali del calice sono ridotti ad una coroncina di squame.

- Corolla:

- fiori del raggio: la forma della corolla alla base è più o meno tubulosa-imbutiforme, mentre all'apice è ligulata; la ligula, da lineare, oblunga o ovale, può terminare con alcuni denti; il colore generalmente è giallo o bianco (la base è comunque spesso gialla);
- fiori del disco: la forma è tubulare bruscamente divaricata in 5 lobi; i lobi, patenti o eretti, hanno una forma deltata o più o meno lanceolata; il colore è giallo.

- Androceo: l'androceo è formato da 5 stami (alternati ai lobi della corolla) sorretti da filamenti generalmente liberi; gli stami sono connati e formano un manicotto circondante lo stilo. Le antere, con un collare di filamenti a balaustra, possono essere sia di tipo basifissa che medifissa. Il tessuto endoteciale (rivestimento interno dell'antera) è quasi sempre non polarizzato. Il polline è sferico con un diametro medio di circa 25 micron;  è tricolporato (con tre aperture sia di tipo a fessura che tipo isodiametrica o poro) ed è echinato (con punte sporgenti).

- Gineceo: l'ovario è infero uniloculare formato da 2 carpelli. Lo stilo (il recettore del polline) è profondamente bifido (con due stigmi divergenti) e con le linee stigmatiche marginali separate o contigue. I due bracci dello stilo hanno una forma troncata e possono essere papillosi o ricoperti da ciuffi di peli.

- Antesi: da aprile a luglio.

Frutti. I frutti sono degli acheni con pappo. In alcune specie è presente un certo dimorfismo tra gli acheni dei fiori ligulati esterni (con forme trigone e 2-3 ali) e quelli tubulosi del disco centrale (con forme cilindriche-compresse, 1-2 coste o alate, con la costa posteriore più pronunciata delle altre). L'apice è arrotondato marginalmente o con una piccola corona. Il pericarpo è privo di cellule mucillaginifere e sacche di resina. Lunghezza dell'achenio: 2-3 mm.

## Biologia
Impollinazione: tramite insetti (impollinazione entomogama tramite farfalle diurne e notturne).

Riproduzione: la fecondazione avviene fondamentalmente tramite l'impollinazione dei fiori.

Dispersione: i semi cadono a terra e vengono dispersi soprattutto da insetti come formiche (disseminazione mirmecoria). Un altro tipo di dispersione è zoocoria: gli uncini delle brattee dell'involucro (se presenti) si agganciano ai peli degli animali di passaggio che portano così i semi anche su lunghe distanze. Inoltre per merito del pappo (se presente) il vento può trasportare i semi anche per alcuni chilometri (disseminazione anemocora).

## Distribuzione e habitat

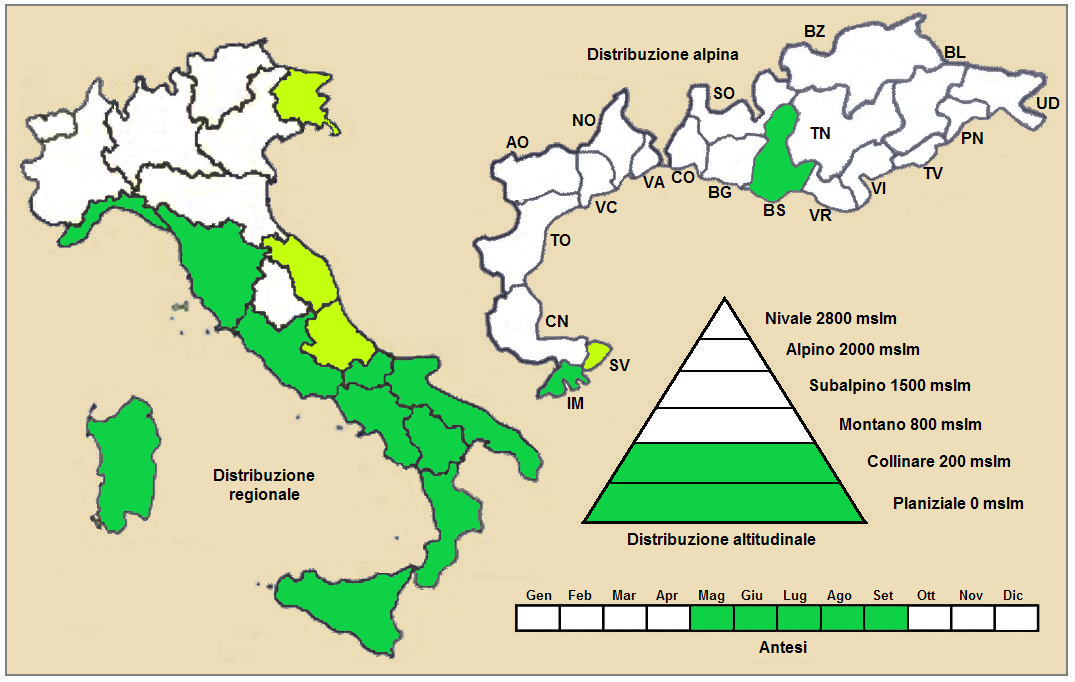
Distribuzione della pianta (Distribuzione regionale – Distribuzione alpina)

Geoelemento: il tipo corologico (area di origine) è  Steno mediterraneo.

Distribuzione: in Italia questa specie si trova raramente al Nord e più comunemente al Centro-Sud. Nelle Alpi è molto discontinua. Fuori dall'Italia, sempre nelle Alpi, questa specie si trova in Francia e Austria. Sugli altri rilievi collegati alle Alpi è presente nei Pirenei. Altrove si trova nell'areale del Mediterraneo e Asia occidentale.

Habitat: l'habitat tipico per queste piante sono i campi, le vigne, gli oliveti e gli incolti. Il substrato preferito è calcareo ma anche siliceo con pH neutro, alti valori nutrizionali del terreno che deve essere arido.

Distribuzione altitudinale: sui rilievi alpini, in Italia, queste piante si possono trovare fino a 600 m s.l.m.; <nelle Alpi frequentano quindi i seguenti piani vegetazionali: collinare oltre a quello planiziale. 

## Fitosociologia
Dal punto di vista fitosociologico alpino la specie di questa voce appartiene alla seguente comunità vegetale:
Formazione: delle comunità terofitiche pioniere nitrofile.
Classe: Stellarietea mediae
Ordine: Sisymbrietalia
Alleanza: Hordeion murini

## Sistematica
La famiglia di appartenenza di questa voce (Asteraceae o Compositae, nomen conservandum) probabilmente originaria del Sud America, è la più numerosa del mondo vegetale, comprende oltre 23.000 specie distribuite su 1.535 generi, oppure 22.750 specie e 1.530 generi secondo altre fonti (una delle checklist più aggiornata elenca fino a 1.679 generi). La famiglia attualmente (2021) è divisa in 16 sottofamiglie; la sottofamiglia Asteroideae è una di queste e rappresenta l'evoluzione più recente di tutta la famiglia.

### Filogenesi
Il gruppo di questa voce è descritto nella tribù Anthemideae, una delle 21 tribù della sottofamiglia Asteroideae). In base alle ultime ricerche nella tribù sono stati individuati (provvisoriamente) 4 principali lignaggi (o cladi): "Southern hemisphere grade", "Asian-southern African grade", "Eurasian grade" e "Mediterranean clade". Il genere Glebonis (insieme alla sottotribù Glebionidinae) è incluso nel clade Mediterranean clade.
All'interno della sottotribù  Glebionis fa parte del gruppo originale insieme ai generi Argyranthemum, Heteranthemis e Ismelia delle Glebionidinae caratterizzato da un certo dimorfismo tra gli acheni dei fiori ligulati esterni e quelli tubulosi del disco centrale.
I caratteri distintivi della specie  Glebionis coronaria sono:
- il fusto è molto ramoso;
- le foglie sono bipennato-partite;
- gli acheni dei fiori del raggio sono tri-alati, quelli dei fiori del disco hanno delle forme tetragone compresse.

Il numero cromosomico delle specie di questa voce è: 2n = 18.

### Sinonimi
Sono elencati alcuni sinonimi per questa entità:
- Chamaemelum coronarium (L.) E.H.L.Krause
- Chrysanthemum coronarium  L.
- Chrysanthemum coronarium var. coronatum  Dum.Cours.
- Chrysanthemum coronatum  Dum.Cours.
- Dendranthema coronarium  (L.) M.R.Almeida
- Matricaria coronaria  (L.) Desr.
- Pinardia coronaria  (L.) Less.
- Xantophtalmum coronarium  (L.) P.D.Sell

## Proprietà
Le foglie ed i giovani germogli sono commestibili, possono essere impiegate come verdura e per aromatizzare alcune pietanze.